# Kleines Habichtskraut
Das Kleine Habichtskraut (Hieracium pilosella), auch Mausohr-Habichtskraut oder Langhaariges Habichtskraut genannt, ist eine Pflanzenart aus der Gattung der Habichtskräuter (Hieracium) innerhalb der Familie der Korbblütler (Asteraceae).

## Beschreibung

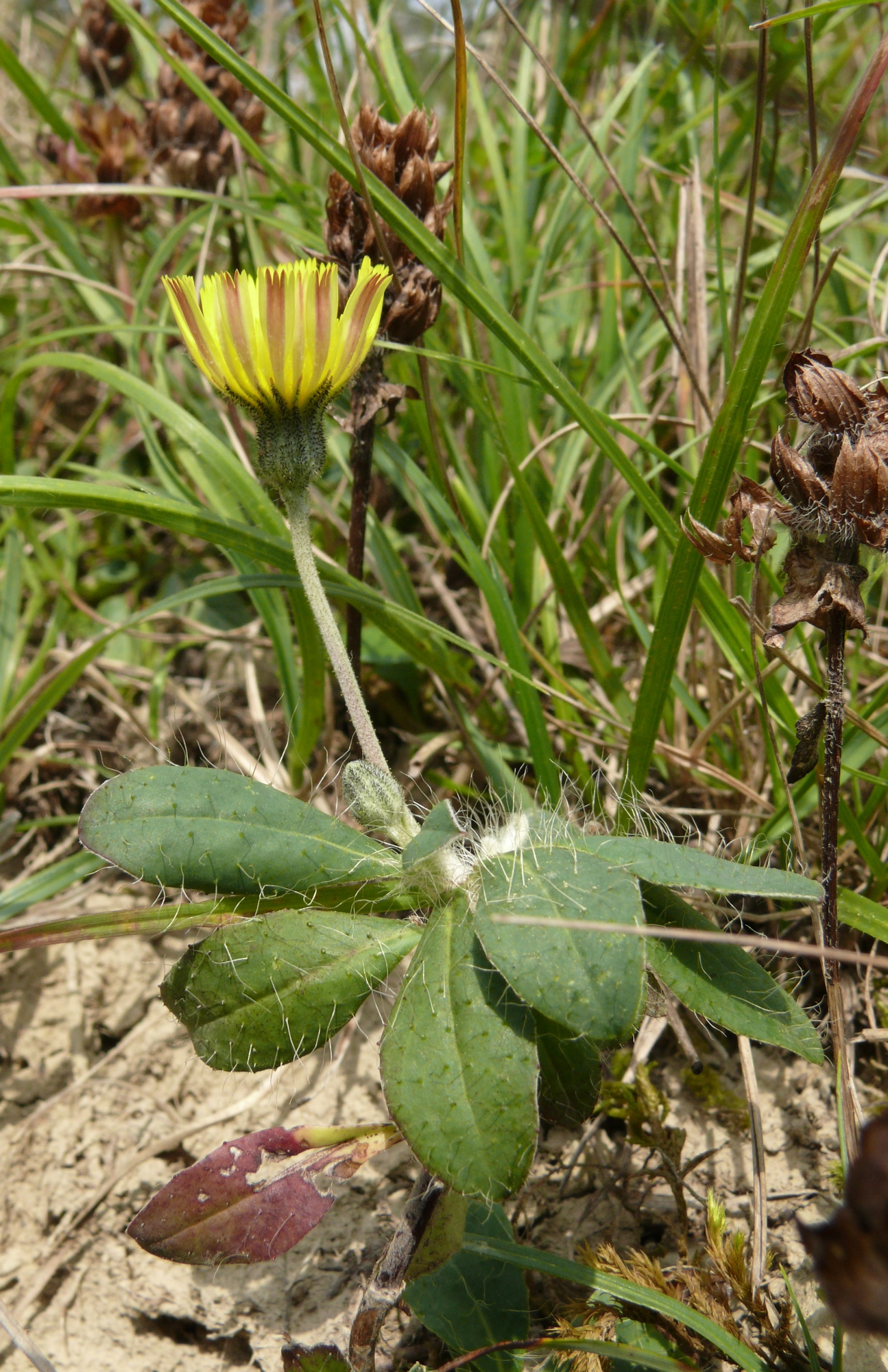
Habitus

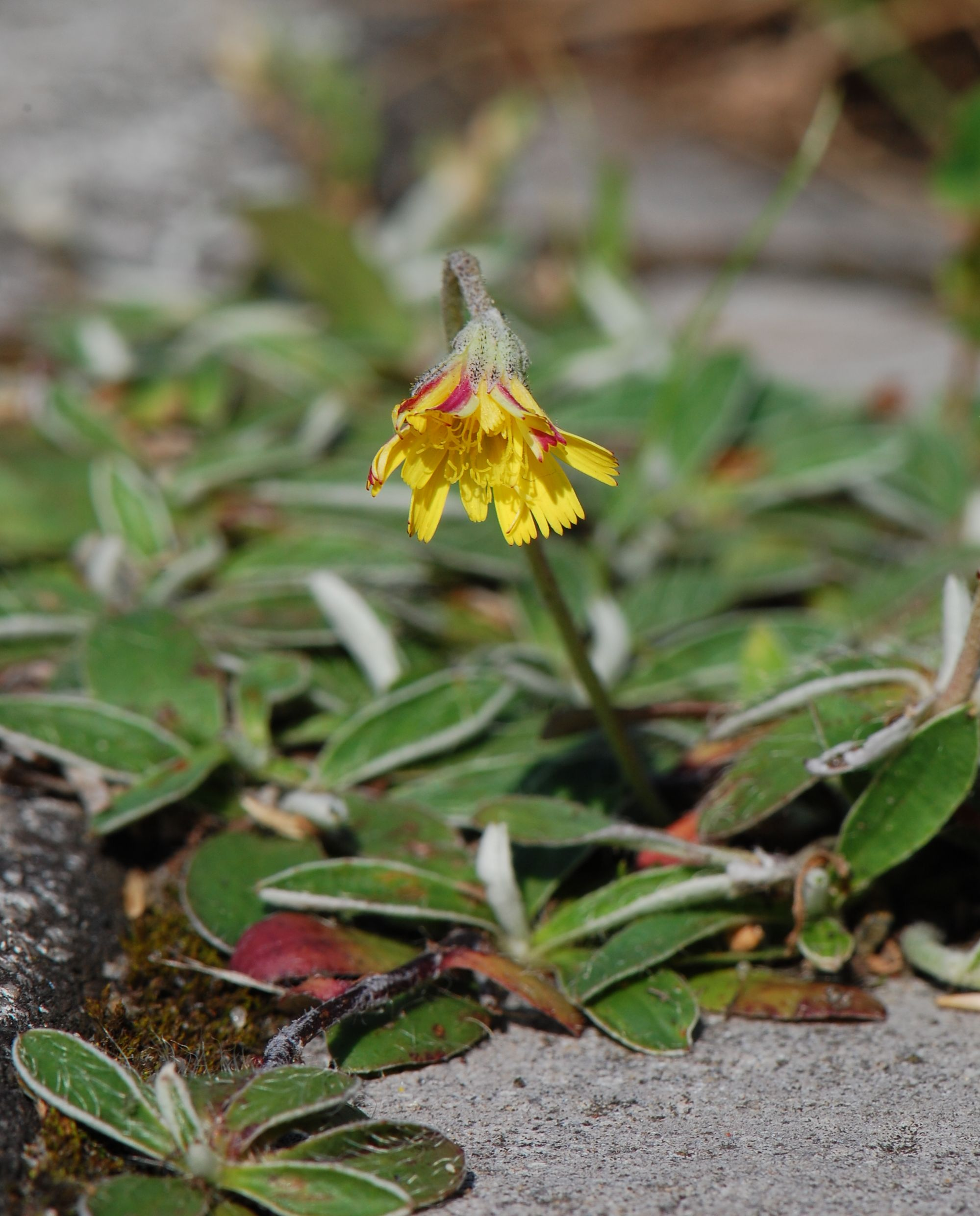
Habitus

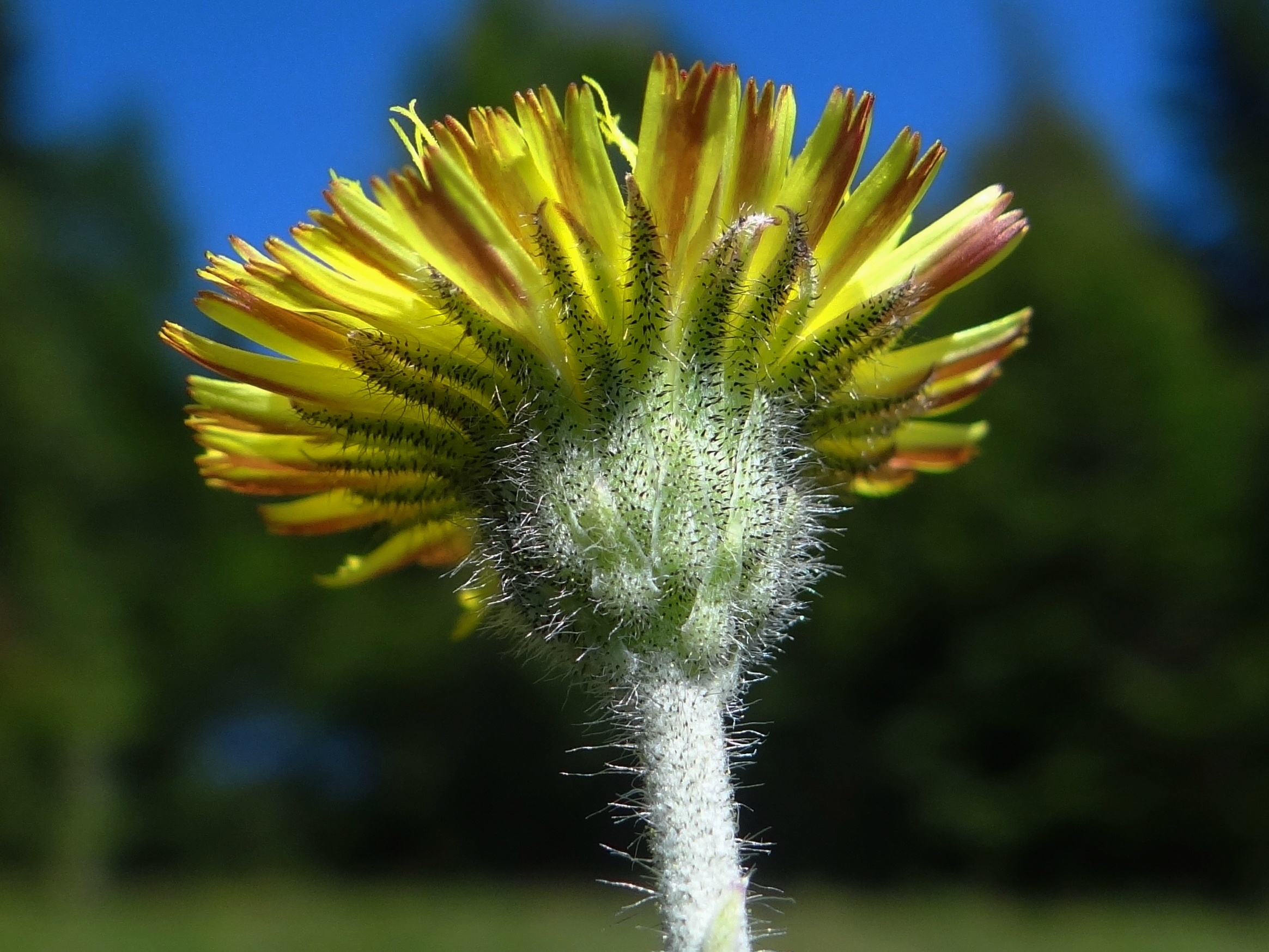
Blütenkorb von der Seite mit Involucrum

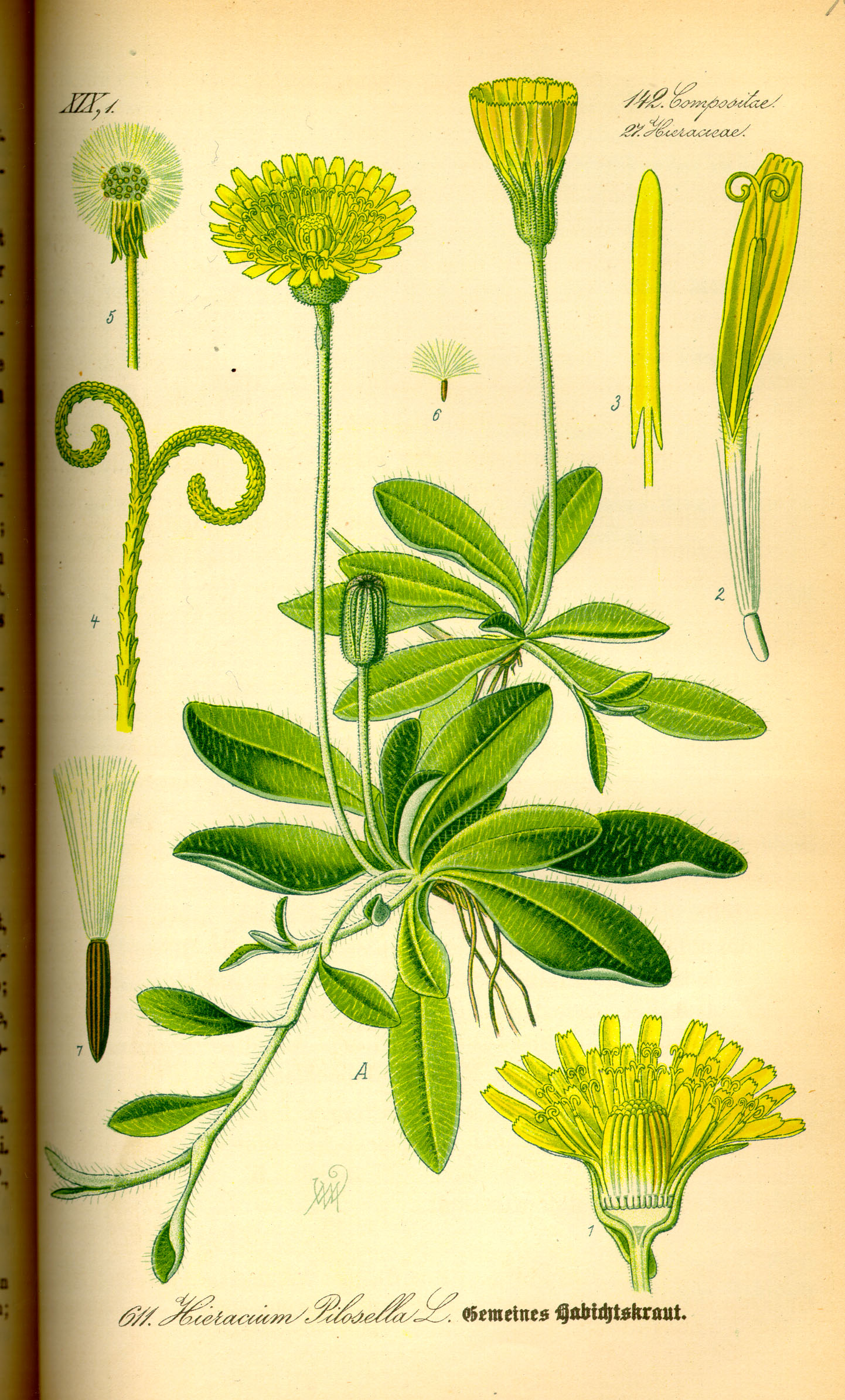
Illustration

### Vegetative Merkmale
Das Kleine Habichtskraut wächst als ausdauernde, krautige Pflanze. Ihre schmal-eiförmigen, ganzrandigen Laubblätter bilden eine Grundrosette. Sie sind an der Oberseite mit langen Trichomen bedeckt, unterseitig grau filzig behaart.
Es werden bis zu 30 Zentimeter lange, oberirdische Ausläufer mit Tochterrosetten gebildet.

### Generative Merkmale
Die Blütezeit reicht von Mai bis Oktober. Die einzeln stehenden körbchenförmigen Blütenstände besitzen Durchmesser von 2 bis 3 Zentimeter. Der graufilzige Blüten-Stängel ist blattlos und erreicht Wuchshöhen von 5 bis 30 Zentimeter. Die ebenfalls graufilzigen Blüten-Hüllblätter sind linealisch, 1 bis 2 Millimeter breit. Die Blütenkörbe enthalten bis zu 64 hellgelbe Zungenblüten. Außen stehende Einzelblüten erscheinen häufig rot gestreift.
Die Fruchtreife ist von Juli bis September. Die Früchte sind ungeschnäbelte Achänen, die insgesamt einen Pappus besitzen.
Die Chromosomenzahl beträgt 2n = 18, 27, 36, 45, 54, 63, 81 oder 90.

## Ökologie
Das Kleine Habichtskraut ist eine Rosettenpflanze. Die Vegetative Vermehrung erfolgt durch Ausläufer mit Tochterrosetten.
Bei Trockenheit werden die Laubblätter eingerollt, wobei die helle, Licht reflektierende Unterseite nach außen weist, um die Erwärmung zu verringern.
Blütenökologisch handelt es sich um „Körbchenblumen vom Leontodon-Typ“. Hauptbestäuber sind Vertreter der Gattung der Zottelbienen (Panurgus), die die Pollen mit den ganzen Beinen auskämmen. Die Randbereiche der Blüten reflektieren das UV-Licht, was die Blüten für Bestäuber im Gegensatz zum sonst ähnlichen Wald-Habichtskraut (Hieracium murorum) zweifärbig erscheinen lässt. Die Blüten sind bei Sonne von 8:00 bis 15:00 Uhr geöffnet. Spontane Selbstbestäubung ist erfolgreich, jedoch entstehen die Samen meist apomiktisch.
Die Achänen werden durch den Wind vertragen oder bleiben am nassen Fell von Tieren haften. Als Schirmchenflieger haben die Früchte eine Sinkgeschwindigkeit von 20 cm pro Sekunde; damit sind Flugweiten über 10 km möglich. Die Hauptausbreitung erfolgt wohl als Wasserhafter.

## Verbreitung und Standortansprüche
Das Kleine Habichtskraut ist in ganz Europa verbreitet, außerdem in Westasien im Kaukasusraum und in Westsibirien. In Neuseeland, den Vereinigten Staaten und Kanada ist es ein Neophyt.
Das Kleine Habichtskraut ist eine Lichtpflanze. Es gedeiht meist auf stickstoffsalzarmen Böden. Man findet es häufig auf Trockenrasen, in Heiden, an Wegen und Rainen, in lichten Wäldern und in Felsspalten. Es kommt besonders oft in Initialstadien der Gesellschaften der Nardo-Callunetea vor. In den Allgäuer Alpen steigt es auf dem Gottesackerplateau in Bayern bis zu einer Höhenlage von 1950 Meter auf.
Die ökologischen Zeigerwerte nach Landolt et al. 2010 sind in der Schweiz: Feuchtezahl F = 2 (mäßig trocken), Lichtzahl L = 4 (hell), Reaktionszahl R = 3 (schwach sauer bis neutral), Temperaturzahl T = 3 (montan), Nährstoffzahl N = 2 (nährstoffarm), Kontinentalitätszahl K = 4 (subkontinental).

## Systematik
Das Kleine Habichtskraut ist die variabelste Art der Gattung Hieracium. Von dieser Art wurden mehr als 600 Unterarten beschrieben. Allein in Schweden sollen 250 Unterarten vorkommen.
Das Kleine Habichtskraut gehört zur Gattung der Habichtskräuter (Hieracium) und wird dort in die Untergattung der Mausohr-Habichtskräuter (Hieracium subg. Pilosella) gestellt. Bei manchen Autoren wird diese wie schon früher lateinisch Auricula muris und mittelhochdeutsch mußore als „Mausohr“ (auch „Mäuseöhrlein“ und ähnlich) bezeichnete Art Pilosella officinarum Vaill. genannt. Die Bezeichnung als pilosella („die mit Haaren besetzte“, von lateinisch pilosus, behaart) bezieht sich auf die behaarten Blätter der Pflanze.

## Verwendung
Das Kleine Habichtskraut wird als Wildgartenpflanze für sonnige Mauern und andere trockene Standorte verwendet. Es neigt jedoch zu einer starken Ausbreitung.
Das Kleine Habichtskraut kann arzneilich als Diuretikum verwendet werden. Hierzu wird ein Aufguss bereitet.
Darüber hinaus hat es eine mild psychoaktive Wirkung, die mit der von Cannabis verglichen wird und beim Rauchen ab ca. einem Gramm anfangen soll zu wirken. Da es nicht viele Studien und Erfahrungsberichte gibt, ist nicht bekannt, weshalb es die Wirkung hat und welche Langzeitrisiken bestehen.
Früher band man das Kleine Habichtskraut bei Muskelatrophie (genannt die „Schweine“, vom Wort „Schwinden“) auf das kranke Organ. Dieses Rezept findet sich schon im „Albertus Magnus Büchlein“, wo es heißt: Für die Schwendung an Menschen und Vieh. Grab Mausöhrlein am St.Johannistag, häng das Kraut samt der Wurzel an den Hals, es sei Menschen oder Vieh.

## Nachweise